# Calyptranthes cuprea
Calyptranthes cuprea är en myrtenväxtart som beskrevs av Otto Karl Berg. Calyptranthes cuprea ingår i släktet Calyptranthes och familjen myrtenväxter. Inga underarter finns listade i Catalogue of Life.